# Planningtorock
Plannintorock, de son nom Jam Rostron, est une personnalité britannique du monde de la musique électronique.

## Biographie
Son premier album Have It All sort en 2006. Tomorrow in a Year, un album en collaboration avec The Knife et  Mt. Sims, est publié en 2010. Son deuxième album solo,  W, sort en 2011, All Love's Legal en 2014 et Powerhouse en 2018.
Rostron se définit comme une personne non binaire et genderqueer.

## Discographie

### Studio albums
- Have It All (2006)
- W (2011)
- All Love's Legal (2014)
- Powerhouse (2018)